# Eleição municipal de Itacoatiara em 2020
A eleição municipal da cidade brasileira de Itacoatiara em 2020 ocorreu no dia 15 de novembro de 2020, como parte do conjunto de eleições municipais no Brasil que ocorreram no mesmo ano. Na ocasião, foram eleitos um prefeito, vice-prefeito e 17 vereadores para a Câmara Municipal da cidade.
A campanha eleitoral contou com a participação de 7 candidatos a prefeito. O prefeito em exercício, Peixoto, do PT, concorreu a reeleição. O primeiro turno foi realizado em 15 de novembro de 2020. Mário Abrahim, candidato pelo PSC, foi eleito com 19.810 votos (38,36% dos votos válidos), seguido de Cabo Maciel, do PL, que obteve 12.238 votos (23,7%).
Na Câmara dos Vereadores, 367 candidatos concorreram ao pleito e 17 foram eleitos. Dentre os vereadores eleitos, 5 foram reeleitos. Os partidos que conquistaram o maior número de assentos foram PV, PL, Avante, PSC, PT e PTB, com 2 assentos cada. Marcos Irmão do Dr Marconde foi o candidato mais votado, recebendo 1.574 votos (3,21% dos votos validos).  Os candidatos eleitos tomaram posse em 1 de janeiro de 2021 para exercerem um mandato de quatro anos.

## Pandemia de COVID-19
As eleições municipais de 2020 foram marcadas pela pandemia de COVID-19 no Brasil. O Tribunal Superior Eleitoral (TSE) autorizou os partidos a realizarem as convenções para escolha de candidatos aos escrutínios por meio de plataformas digitais de transmissão, para evitar aglomerações que possam proliferar o coronavírus. Originalmente, as eleições ocorreriam em 4 de outubro (primeiro turno) e 25 de outubro (segundo turno, caso necessário), porém, com o agravamento da pandemia de COVID-19, as datas foram modificadas pelo Congresso Nacional para 15 de novembro e 29 de novembro.

## Candidaturas para a prefeitura
| Nº      | Prefeito(a)  | Prefeito(a)                                | Prefeito(a)       | Vice-prefeito(a) | Vice-prefeito(a) | Vice-prefeito(a)                                   | Vice-prefeito(a)  | Coligação Partido(s)                                        |
| Nº      | Candidato(a) | Candidato(a)                               | Partido Federação | Candidato(a)     | Candidato(a)     | Candidato(a)                                       | Partido Federação | Coligação Partido(s)                                        |
| ------- | ------------ | ------------------------------------------ | ----------------- | ---------------- | ---------------- | -------------------------------------------------- | ----------------- | ----------------------------------------------------------- |
| 10      |              | Jean Neder Jean Neder Martiniano Barbosa   | Republicanos      |                  |                  | Coronel Castro Alves Rubem Tadeu De Castro Alves   | PATRIOTA          | Coragem, União e Fé Republicanos PATRIOTA                   |
| 13      |              | Peixoto Antonio Peixoto De Oliveira        | PT                |                  |                  | Rychardson Franco Francisco Rychardson Gama Franco | PP                | A Força do Bem! PP PCdoB DC PTC PT                          |
| 18      |              | Graça Menezes Graça Maria De Menezes Moura | REDE              |                  |                  | Zezinho Da Adefita José Ribamar Silva Ramos        | REDE              | Escrevendo Uma Nova Historia Para Itacoatiara REDE PSOL     |
| 20      |              | Mário Abrahim Mário Jorge Bouez Abrahim    | PSC               |                  |                  | Selane Sabino Josefa Selane Sabino De Souza        | PSC               | Fé, Esperança e Transformação PTB PSL PSC DEM Solidariedade |
| 22      |              | Cabo Maciel Alcimar Maciel Pereira         | PL                |                  |                  | Elenize Holanda Elenize Holanda De Almeida Weiller | PL                | Coragem, Compromisso e Ação PL PV PSD PROS Cidadania        |
| 45      |              | Don Donmarques Anveres De Mendonca         | PSDB              |                  |                  | André Maia André Maia Rodrigues                    | PSDB              | Somos Uma So Itacoatiara PSB PODE PSDB                      |
| 70      |              | Mamoud Amed Mamoud Amed Filho              | Avante            |                  |                  | Jhoselito Jhoselito Barbosa Aristoteles            | Avante            | Sem coligação                                               |
| Fontes: |              |                                            |                   |                  |                  |                                                    |                   |                                                             |

## Candidatos à vereança
A tabela a seguir apresenta o número de candidaturas em cada partido e federação, estando agrupados a partir de coligações na disputa do poder executivo. Ressalte-se que, desde a promulgação da Emenda Constitucional nº 97/2017, a coligação em eleições proporcionais não existe mais no Brasil, sendo demonstrada a coligação majoritária apenas a título de visualização agrupada.
| Coligação ao executivo                                        | Partido ou federação | Partido ou federação | Candidatos     |
| ------------------------------------------------------------- | -------------------- | -------------------- | -------------- |
| Fé, Esperança e Transformação (97 candidatos)                 |                      | PSC                  | 26             |
| Fé, Esperança e Transformação (97 candidatos)                 |                      | PTB                  | 23             |
| Fé, Esperança e Transformação (97 candidatos)                 |                      | DEM                  | 20             |
| Fé, Esperança e Transformação (97 candidatos)                 |                      | PSL                  | 16             |
| Fé, Esperança e Transformação (97 candidatos)                 |                      | Solidariedade        | 12             |
| A Força do Bem! (96 candidatos)                               |                      | PT                   | 24             |
| A Força do Bem! (96 candidatos)                               |                      | PCdoB                | 24             |
| A Força do Bem! (96 candidatos)                               |                      | DC                   | 20             |
| A Força do Bem! (96 candidatos)                               |                      | PP                   | 15             |
| A Força do Bem! (96 candidatos)                               |                      | PTC                  | 13             |
| Coragem, Compromisso e Ação (65 candidatos)                   |                      | PL                   | 16             |
| Coragem, Compromisso e Ação (65 candidatos)                   |                      | PV                   | 16             |
| Coragem, Compromisso e Ação (65 candidatos)                   |                      | PROS                 | 15             |
| Coragem, Compromisso e Ação (65 candidatos)                   |                      | PSD                  | 10             |
| Coragem, Compromisso e Ação (65 candidatos)                   |                      | Cidadania            | 8              |
| Coragem, União e Fé (22 candidatos)                           |                      | Republicanos         | 18             |
| Coragem, União e Fé (22 candidatos)                           |                      | PATRIOTA             | 4              |
| Escrevendo Uma Nova Historia Para Itacoatiara (21 candidatos) |                      | PSOL                 | 14             |
| Escrevendo Uma Nova Historia Para Itacoatiara (21 candidatos) |                      | REDE                 | 7              |
| Somos Uma So Itacoatiara (20 candidatos)                      |                      | PSDB                 | 18             |
| Somos Uma So Itacoatiara (20 candidatos)                      |                      | PODE                 | Sem candidatos |
| Somos Uma So Itacoatiara (20 candidatos)                      |                      | PSB                  | Sem candidatos |
| Sem coligação                                                 |                      | Avante               | 18             |
| Fontes:                                                       |                      |                      |                |

## Resultados da eleição

### Prefeito
| Candidato(a) a prefeito  | Candidato(a) a prefeito   | Candidato(a) a vice-prefeito    | Primeiro turno 15 de novembro de 2020 | Primeiro turno 15 de novembro de 2020 |
| Candidato(a) a prefeito  | Candidato(a) a prefeito   | Candidato(a) a vice-prefeito    | Total                                 | Percentagem                           |
| ------------------------ | ------------------------- | ------------------------------- | ------------------------------------- | ------------------------------------- |
|                          | Mário Abrahim (PSC)       | Selane Sabino (PSC)             | 19.810                                | 38,36%                                |
|                          | Cabo Maciel (PL)          | Elenize Holanda (PL)            | 12.238                                | 23,7%                                 |
|                          | Mamoud Amed (Avante)      | Jhoselito (Avante)              | 8.173                                 | 15,82%                                |
|                          | Peixoto (PT)              | Rychardson Franco (PP)          | 8.113                                 | 15,71%                                |
|                          | Jean Neder (Republicanos) | Coronel Castro Alves (PATRIOTA) | 1.811                                 | 3,51%                                 |
|                          | Don (PSDB)                | André Maia (PSDB)               | 1.102                                 | 2,13%                                 |
|                          | Graça Menezes (REDE)      | Zezinho Da Adefita (REDE)       | 401                                   | 0,78%                                 |
| Total de votos válidos   | Total de votos válidos    | Total de votos válidos          | 51.648                                | 51.648                                |
| Votos apurados           |                           |                                 |                                       |                                       |
| Votos válidos            | Votos válidos             | Votos válidos                   | 51.648                                | 97,44%                                |
| Votos em branco          | Votos em branco           | Votos em branco                 | 298                                   | 0,56%                                 |
| Votos nulos              | Votos nulos               | Votos nulos                     | 1.057                                 | 1,99%                                 |
| Total de votos apurados  | Total de votos apurados   | Total de votos apurados         | 53.003                                | 53.003                                |
| Eleitores                |                           |                                 |                                       |                                       |
| Comparecimentos          | Comparecimentos           | Comparecimentos                 | 53.003                                | 78,79%                                |
| Abstenções               | Abstenções                | Abstenções                      | 14.267                                | 21,21%                                |
| Total de eleitores aptos | Total de eleitores aptos  | Total de eleitores aptos        | 67.270                                | 67.270                                |
| Total de seções: 218     |                           |                                 |                                       |                                       |
| Fontes:                  |                           |                                 |                                       |                                       |

### Composição da Câmara Municipal
|                          |                          |                 |                 |          |         |
| Nº                       | Partido                  | Votos populares | Votos populares | Assentos | ±       |
| Nº                       | Partido                  | Votos           | %               | Assentos | ±       |
| 13                       | PT                       | 5.417           | 10,52%          | 2        | Estável |
| 22                       | PL                       | 5.254           | 10,21%          | 2        | 2       |
| 14                       | PTB                      | 5.237           | 10,17%          | 2        | 2       |
| 43                       | PV                       | 5.138           | 9,98%           | 2        | 2       |
| 70                       | Avante                   | 4.639           | 9,01%           | 2        | 2       |
| 20                       | PSC                      | 4.116           | 7,99%           | 2        | 1       |
| 90                       | PROS                     | 2.721           | 5,29%           | 1        | Estável |
| 45                       | PSDB                     | 2.435           | 4,73%           | 1        | 1       |
| 65                       | PCdoB                    | 2.253           | 4,38%           | 1        | Estável |
| 15                       | MDB                      | 2.216           | 4,3%            | 1        | 1       |
| 10                       | Republicanos             | 2.080           | 4,04%           | 1        | 1       |
| 36                       | PTC                      | 1.964           | 3,81%           | 0        | -       |
| 11                       | PP                       | 1.367           | 2,66%           | 0        | 2       |
| 27                       | DC                       | 1.249           | 2,43%           | 0        | -       |
| 17                       | PSL                      | 1.014           | 1,97%           | 0        | -       |
| 25                       | DEM                      | 1.007           | 1,96%           | 0        | -       |
| 12                       | PDT                      | 1.002           | 1,95%           | 0        | 1       |
| 55                       | PSD                      | 871             | 1,69%           | 0        | 3       |
| 77                       | Solidariedade            | 621             | 1,21%           | 0        | -       |
| 23                       | Cidadania                | 286             | 0,56%           | 0        | -       |
| 50                       | PSOL                     | 268             | 0,52%           | 0        | -       |
| 51                       | PATRIOTA                 | 174             | 0,34%           | 0        | -       |
| 18                       | REDE                     | 155             | 0,3%            | 0        | -       |
| Total de votos válidos   | Total de votos válidos   | 51.484          | 51.484          | 17       | 17      |
| Votos apurados           |                          |                 |                 | 17       | 17      |
| Total de votos válidos   | Total de votos válidos   | 51.484          | 97,13%          | 17       | 17      |
| Votos em branco          | Votos em branco          | 462             | 0,87%           | 17       | 17      |
| Votos nulos              | Votos nulos              | 640             | 1,21%           | 17       | 17      |
| Total de votos apurados  | Total de votos apurados  | 53.004          | 53.004          | 17       | 17      |
| Eleitores                |                          |                 |                 | 17       | 17      |
| Comparecimentos          | Comparecimentos          | 53.004          | 78,79%          | 17       | 17      |
| Abstenções               | Abstenções               | 14.266          | 21,21%          | 17       | 17      |
| Total de eleitores aptos | Total de eleitores aptos | 67.270          | 67.270          | 17       | 17      |
| Fontes:                  |                          |                 |                 |          |         |

### Vereadores eleitos
| Candidato(a) | Candidato(a)                | Partido      | Votos | Votos       | Cidade de origem | Unidade federativa/País |
| Candidato(a) | Candidato(a)                | Partido      | Total | Percentagem | Cidade de origem | Unidade federativa/País |
| ------------ | --------------------------- | ------------ | ----- | ----------- | ---------------- | ----------------------- |
|              | Marcos Irmão Do Dr Marconde | PROS         | 1.574 | 3,21%       | Itacoatiara      | Amazonas                |
|              | Dr Robson Siqueira          | PV           | 1.133 | 2,31%       | Teresina         | Piauí                   |
|              | Neguinho Da Z Treze         | PL           | 1.091 | 2,22%       | Itacoatiara      | Amazonas                |
|              | Richardson Do Mutirão       | PL           | 1.036 | 2,11%       | Itacoatiara      | Amazonas                |
|              | Arnoud Lucas                | PV           | 916   | 1,87%       | Manaus           | Amazonas                |
|              | Gutemberg Brito             | Avante       | 894   | 1,82%       | Itacoatiara      | Amazonas                |
|              | Ney Nobre                   | MDB          | 882   | 1,8%        | Itacoatiara      | Amazonas                |
|              | Professora Francelizia      | PT           | 876   | 1,79%       | Barreirinha      | Amazonas                |
|              | Andreia Mara                | Avante       | 829   | 1,69%       | Itacoatiara      | Amazonas                |
|              | Dib Barbosa                 | Republicanos | 818   | 1,67%       | Itacoatiara      | Amazonas                |
|              | Dr Richardson Aranha        | PTB          | 700   | 1,43%       | Itacoatiara      | Amazonas                |
|              | Barriga                     | PTB          | 680   | 1,39%       | Borba            | Amazonas                |
|              | Cheila Moreira              | PT           | 519   | 1,06%       | Itacoatiara      | Amazonas                |
|              | Daniel Mendonça             | PSDB         | 516   | 1,05%       | Itacoatiara      | Amazonas                |
|              | Totti Adiel                 | PSC          | 476   | 0,97%       | Itacoatiara      | Amazonas                |
|              | Junior Galvão               | PSC          | 407   | 0,83%       | Itacoatiara      | Amazonas                |
|              | Renata Do Sindicato Rural   | PCdoB        | 354   | 0,72%       | Itacoatiara      | Amazonas                |
| Fontes:      |                             |              |       |             |                  |                         |